# Rafael Leão
Rafael Alexandre Conceição Leão (Almada, 10 de junio de 1999) es un futbolista portugués de ascendencia angoleña que juega de delantero en el A. C. Milan de la Serie A de Italia. Es internacional absoluto con la selección de Portugal.

## Trayectoria
Con siete años empezó a formarse como futbolista en el Amora FC, y un año después, en 2008 se marchó para formar parte de la disciplina del Sporting CP. El 21 de mayo de 2017, tras ascender al equipo reserva, Leão debutó en un partido contra el Sporting Clube de Braga "B" en la Segunda Liga.
En la temporada 2017-18, el 11 de febrero de 2018, hizo su debut con el primer equipo, en un partido contra el C. D. Feirense, sustituyendo a Bryan Ruiz a falta de 21 minutos del final del encuentro.
El 8 de agosto de 2018, Leão se unió al Lille O. S. C. francés, firmando un contrato por los próximos cinco años. Su primer gol en la Ligue 1 lo anotó en su segundo encuentro, jugando 67 minutos y ayudando a su equipo a vencer al S. M. Caen por 1–0.
Tras un año en el conjunto francés, el 1 de agosto de 2019 se hizo oficial su fichaje por el A. C. Milan para las siguientes cinco temporadas. El 20 de diciembre de 2020 marcó el gol más rápido en la historia de la Serie A y de Europa ante el U. S. Sassuolo a los 6 segundos de comenzar el partido.

## Selección nacional
El 9 de octubre de 2021 debutó con la selección de Portugal en un amistoso ante Catar que ganaron los lusos por tres a cero.

### Participaciones en Copas del Mundo
| Mundial      | Sede  | Resultado        | Partidos | Goles |
| ------------ | ----- | ---------------- | -------- | ----- |
| Mundial 2022 | Catar | Cuartos de final | 5        | 2     |

### Participaciones en Eurocopas
| Copa          | Sede     | Resultado        | Partidos | Goles |
| ------------- | -------- | ---------------- | -------- | ----- |
| Eurocopa 2024 | Alemania | Cuartos de final | 4        | 0     |

### Goles internacionales
| # | Fecha                   | Lugar                                             | Rival      | Marcador | Resultado | Competición                         |
| - | ----------------------- | ------------------------------------------------- | ---------- | -------- | --------- | ----------------------------------- |
| 1 | 24 de noviembre de 2022 | Estadio 974, Doha, Catar                          | Ghana      | 3-1      | 3-2       | Copa Mundial de Fútbol de 2022      |
| 2 | 6 de diciembre de 2022  | Estadio Icónico de Lusail, Lusail, Catar          | Suiza      | 6-1      | 6-1       | Copa Mundial de Fútbol de 2022      |
| 3 | 26 de marzo de 2023     | Estadio de Luxemburgo, Luxemburgo, Luxemburgo     | Luxemburgo | 6-0      | 6-0       | Clasificación para la Eurocopa 2024 |
| 4 | 21 de marzo de 2024     | Estadio Dom Afonso Henriques, Guimarães, Portugal | Suecia     | 1-0      | 5-2       | Partido amistoso                    |
| 5 | 15 de noviembre de 2024 | Estádio do Dragão, Oporto, Portugal               | Polonia    | 1-0      | 5-1       | Liga de Naciones de la UEFA 2024-25 |

## Estadísticas

### Clubes
Actualizado al último partido disputado el 17 de agosto de 2025.
| Club | Div.          | Temporada     | Liga  | Liga  | Liga   | Copas nacionales(1) | Copas nacionales(1) | Copas nacionales(1) | Copas internacionales(2) | Copas internacionales(2) | Copas internacionales(2) | Total | Total | Total  |
| Club | Div.          | Temporada     | Part. | Goles | Asist. | Part.               | Goles               | Asist.              | Part.                    | Goles                    | Asist.                   | Part. | Goles | Asist. |
| --- | ------------- | ------------- | ----- | ----- | ------ | ------------------- | ------------------- | ------------------- | ------------------------ | ------------------------ | ------------------------ | ----- | ----- | ------ |
| Sporting C. P. "B" Portugal | 2.ª           | 2016-17       | 1     | 1     | 0      | ―                   | ―                   | ―                   | ―                        | ―                        | ―                        | 1     | 1     | 0      |
| Sporting C. P. "B" Portugal | 2.ª           | 2017-18       | 11    | 6     | 1      | ―                   | ―                   | ―                   | ―                        | ―                        | ―                        | 11    | 6     | 1      |
| Sporting C. P. "B" Portugal | Total club    | Total club    | 12    | 7     | 1      | 0                   | 0                   | 0                   | 0                        | 0                        | 0                        | 12    | 7     | 1      |
| Sporting C. P. Portugal | 1.ª           | 2017-18       | 3     | 1     | 1      | 1                   | 1                   | 0                   | 1                        | 0                        | 0                        | 5     | 2     | 1      |
| Sporting C. P. Portugal | Total club    | Total club    | 3     | 1     | 1      | 1                   | 1                   | 0                   | 1                        | 0                        | 0                        | 5     | 2     | 1      |
| Lille O. S. C. Francia | 1.ª           | 2018-19       | 24    | 8     | 2      | 2                   | 0                   | 0                   | ―                        | ―                        | ―                        | 26    | 8     | 2      |
| Lille O. S. C. Francia | Total club    | Total club    | 24    | 8     | 2      | 2                   | 0                   | 0                   | 0                        | 0                        | 0                        | 26    | 8     | 2      |
| A. C. Milan · Italia | 1.ª           | 2019-20       | 31    | 6     | 1      | 2                   | 0                   | 1                   | ―                        | ―                        | ―                        | 33    | 6     | 2      |
| A. C. Milan · Italia | 1.ª           | 2020-21       | 30    | 6     | 6      | 2                   | 0                   | 0                   | 8                        | 1                        | 0                        | 40    | 7     | 6      |
| A. C. Milan · Italia | 1.ª           | 2021-22       | 34    | 11    | 10     | 4                   | 2                   | 1                   | 4                        | 1                        | 1                        | 42    | 14    | 12     |
| A. C. Milan · Italia | 1.ª           | 2022-23       | 35    | 15    | 8      | 2                   | 0                   | 0                   | 11                       | 1                        | 4                        | 48    | 16    | 12     |
| A. C. Milan · Italia | 1.ª           | 2023-24       | 34    | 9     | 9      | 2                   | 2                   | 0                   | 11                       | 4                        | 3                        | 47    | 15    | 12     |
| A. C. Milan · Italia | 1.ª           | 2024-25       | 34    | 8     | 8      | 5                   | 1                   | 2                   | 10                       | 3                        | 2                        | 49    | 12    | 12     |
| A. C. Milan · Italia | 1.ª           | 2025-26       | 0     | 0     | 0      | 1                   | 1                   | 0                   | ―                        | ―                        | ―                        | 1     | 1     | 0      |
| A. C. Milan · Italia | Total club    | Total club    | 198   | 55    | 42     | 18                  | 6                   | 4                   | 44                       | 10                       | 10                       | 260   | 71    | 56     |
| Total carrera | Total carrera | Total carrera | 237   | 71    | 46     | 21                  | 7                   | 4                   | 45                       | 10                       | 10                       | 303   | 88    | 60     |
| (1) Incluye datos de Copa de Portugal, Copa de Francia, Copa Italia, Supercopa de Italia. (2) Incluye datos de Liga Europa (2017-21), Liga de Campeones (2021-act.). |               |               |       |       |        |                     |                     |                     |                          |                          |                          |       |       |        |

## Palmarés

### Títulos nacionales
| Título              | Club        | País   | Año  |
| ------------------- | ----------- | ------ | ---- |
| Serie A             | A. C. Milan | Italia | 2022 |
| Supercopa de Italia | A. C. Milan | Italia | 2024 |

### Títulos internacionales
| Título                      | Club (*)              | Sede   | Año  |
| --------------------------- | --------------------- | ------ | ---- |
| Liga de Naciones de la UEFA | Selección de Portugal | Múnich | 2025 |

(*) Incluyendo la selección.

### Distinciones individuales
| Distinción                                                      | Año  |
| --------------------------------------------------------------- | ---- |
| Parte de los 100 mejores jugadores del mundo según The Guardian | 2022 |
| Futbolista del Año en la Serie A                                | 2022 |
| Jugador del mes (septiembre) de la Serie A                      | 2023 |